# Cangallo (Metro de Lima y Callao)
Cangallo es la decimoquinta estación actualmente en construcción de la línea 2 del Metro de Lima y Callao, en Perú. Será construida de manera subterránea en el distrito de La Victoria. Se tiene previsto su inauguración general en 2026.
En diciembre de 2023, se informó la llegada de la tuneladora ‘Delia’ a la estación Cangallo, tras concluir el tramo que se inició en la estación 28 de Julio, atravesó el muro de dicha estación. La tuneladora inició la construcción del túnel desde la estación San Juan de Dios con 4 kilómetros de túnel.
En abril de 2024, se informó que las obras civiles de la estación tiene un avance de 90%. En septiembre de 2024, se informó que tiene un avance en obras civiles de 98% 
Estará ubicada en la avenida Veintiocho de Julio cerca al jirón Cangallo y Abtao.